# HAT-P-7
HAT-P-7 — звезда в созвездии Лебедя. Находится приблизительно в 1044 св. годах от Солнца.
Является жёлто-белый карликом спектрального класса F8. Видимая звёздная величина звезды +10,5 m и это означает, что она не видима невооружённым глазом, но может быть обнаружена небольшим телескопом в ясную тёмную ночь.

## Планетная система
Звезда имеет, по крайней мере, одну планету HAT-P-7 b, которая была открыта спутником Кеплер.
| Планета | Масса (MJ) | Радиус (RJ) | Период обращения (дней) | Большая полуось орбиты(а. е.) | Эксцентриситет орбиты |
| ------- | ---------- | ----------- | ----------------------- | ----------------------------- | --------------------- |
| b       | 1,776±0,06 | 1,363       | 2,2047299 ± (4⋅10−6)    | 0,0377 ± 0,0005               | 0                     |